# Державний митний комітет України
Державний митний комітет України (колишній Державний комітет митного контролю УРСР та Управління державного  митного  контролю  при  Раді Міністрів УРСР) — орган, що здійснював керівництво митною справою в Україні з 1991 по 1996. У 1996 на його базі створена Державна митна служба України.

## Історія

### ГУ ДМК Ради Міністрів СРСР (1986-1990)
12 лютого 1986 створено Головне управління державного митного контролю при Раді Міністрів СРСР на базі Головного митного управління МЗТ СРСР.

### Період становлення України (1990-1991)
Історія сучасної митниці в Україні починається з моменту проголошення незалежності України. До цього керівництво митними органами виконувало Головне управління державного митного контролю при Раді Міністрів СРСР та інші органи СРСР.
16 липня 1990 Верховна Рада УРСР прийняла декларацію про державний суверенітет України.
23 серпня 1990 року Постановою Ради Міністрів УРСР було утворено Управління державного митного контролю при Раді Міністрів УРСР.
13 травня 1991 Законом УРСР Про перелік міністерств та інші центральні органи державного управління Української РСР встановлено, що державні комітети  Української  РСР, окрім КДБ, створюються реорганізуються і  ліквідуються  Кабінетом  Міністрів Української РСР
24 травня 1991 Постановою Кабміну УРСР перетворюється Управління державного  митного  контролю  при  Раді Міністрів 
УРСР у Державний комітет митного контролю УРСР.
25 червня 1991 року прийнятий закон «Про митну справу в Українській РСР», який встановив митними органами Української РСР єдину республіканську систему, яка включала
- Державний комітет митного контролю Української РСР
- Митниці Української РСР

Державний  комітет  митного контролю    Української    РСР  створювався Кабінетом Міністрів  Української  РСР. Положення  про Державний комітет митного контролю Української РСР  затверджувалося Верховною Радою Української РСР. Керівництво митною справою здійснювалось Верховною Радою та Кабінетом Міністрів  Української  РСР.
Повноваження створення, реорганізації і ліквідації митниць Української РСР покладалися на Державний комітет митного контролю Української РСР.
Склад митниць Української РСР на 1991 рік:
- 25 митниць (за кількістю областей)
- 49 митних постів:
  - 29 автомобільних пунктів пропуску
  - 14 залізничних пунктів пропуску
  - 4 авіаційних пунктів пропуску
  - 17 морських і річкових пунктів пропуску
- 2000 осіб

### Державний митний комітет України (1991-1996)
11 грудня 1991 року Указом Президента України утворено Державний митний комітет України та затверджено положення про нього. Головою призначено Коваля Олексія Михайловича.
У 1996 на базі комітету створена Державна митна служба України.

## Голови
- Коваль Олексій Михайлович
- Колос Анатолій Вікторович
- Кравченко Юрій Федорович
- Деркач Леонід Васильович